# Julogona hamuligera
Julogona hamuligera är en mångfotingart som först beskrevs av Karl Wilhelm Verhoeff 1913.  Julogona hamuligera ingår i släktet Julogona och familjen knöldubbelfotingar. Inga underarter finns listade i Catalogue of Life.